# Politico
Politico — американская медиа-организация в области политической журналистики, базирующаяся в Арлингтоне, штат Вирджиния, охватывает темы политики и управления в Соединенных Штатах Америки и на международном уровне. Контент распространяется через телевидение, Интернет, газету The Politico и радио. Темы охватывают Вашингтон, включая Конгресс США, лоббирование, СМИ и президентскую ветвь.
Джон Ф. Харрис и Джим ВандеХей оставили The Washington Post, чтобы стать соответственно главным редактором и ответственным редактором газеты The Politico, запуск которой состоялся 23 января 2007. Фред Райан был первым президентом и CEO. Роберт Л. Олбрайтон является учредителем и издателем. В октябре 2013 Джим ВандеХей, который издавна является редактором The Politico, занял пост CEO и президента.
В 2015 году Politico запустила в Брюсселе европейское издание под названием Politico Europe.

## Собственность, распространение и содержание
Газета выходит тиражом около 40 000, распространяется бесплатно в Вашингтоне (округ Колумбия) и на Манхэттене. Газета печатает до пяти выпусков в неделю во время, когда Конгресс находится на сессии, и иногда публикует один выпуск в неделю, когда Конгресс на каникулах. Размещается реклама, в том числе полная страница объявлений о купле-продаже от торговых объединений и большая секция с предложениями заработка в Вашингтоне.
Politico является партнером нескольких новостных агентств, которые вместе готовят репортажи и распространяют видео, текст, аудио контент. В число партнеров входят CBS News, аффилированная с ABC станция WJLA и кабельный канал NewsChannel 8, принадлежащие Allbritton Communications, радиостанция WTOP-FM и сервис Yahoo! News, который обозревает выборы.
Журналисты, которые освещают для Politico политические кампании, передвигаются с видеокамерами к каждому заданию и их поощряют работать удаленно. Хотя Politico стремится сломать традиционную журналистскую модель, там ориентируются на получение основной части прибыли прежде всего от газетной рекламы, ориентированной на Вашингтон. Среди репортеров, которые работают на Politico, Майк Аллен, Джон Бреснахан, Керри Будофф Браун, Алекс Бернс, Дилан Байерс, Джош Герштейн, Эндрю Гласс, Даррен Гуд, Мэгги Хаберман, Джеймс Хоманн, Анна Палмер, Ману Советую, Дарья Найт, Луи Романо, Даррен Самуэльсон, Джейк Шерман, Гленн Трэш, Кеннет Фогель и Бен Уайт. Роджер Саймон стал главным политическим обозревателем The Politico в декабре 2006. В 2010 году к The Politico присоединились два колумниста — Майкл Кинсли и Джо Скарборо.
В статье 2007 года прогрессивистская наблюдательная группа Media Matters for America обвинила The Politico в «республиканском уклоне». Главный редактор Джон Ф. Харрис в письме исполнительного редактора Джима ВандеХея, старшего политического редактора Бена Смита и главного политического обозревателя Майка Аллена напомнил своим коллегам, что они пришли в The Politico в основном из «традиционных новостных организаций», где они работали раньше, с намерением стать более прозрачными. Учитывая это, он призвал своих коллег к честной оценке претензий, изложенных в статье Media Matters. Бен Смит ответил: «В Media Matters есть пункт: …that Bush's public endorsement made us seem too close to the White House. That was clearly a favor from the president to us (albeit a small one), and felt to me like one of those Beltway moments that make the insiders feel important and the outsiders feel (accurately) like outsiders». Другие первичные редакторы не согласились с общим обвинением по целому ряду причин, а некоторые указывали на обвинения в либеральном уклоне с другой стороны политического спектра. В 2011 и 2012 годах The Daily Caller и Breitbart.com опубликовали истории, из которых следует, что Politico.com имеет либеральный уклон.
В сентябре 2008 Нью-Йорк Таймс сообщил, что Politico расширит свое присутствие на медиа-рынке после президентских выборов 2008 года: «на Следующий день после выборов [Politico] добавит репортеров, редакторов, веб-разработчиков и других сотрудников, расширит тираж своей газеты в Вашингтоне, а также начнет печататься чаще».
В профайле организации за 2009 год в Vanity Fair сообщается, что The Politico в то время имел редакторский коллектив в 75 человек и общую численность персонала 100 человек. Тираж газеты около 32 000 и по состоянию на лето 2009 года веб-трафик составлял примерно 6.7 млн уникальных посетителей в месяц. Это меньше, чем 11 млн, которые были в самой высокой точке избирательной кампании, однако большинство политических новостных агентств имеют низкий трафик в годы без выборов. По состоянию на июль 2009 годовой доход ожидался в размере около $15 млн — в основном от печатной продукции, что достаточно для того, чтобы оставаться платежеспособным.

## Региональные издания
В сентябре 2013 Politico приобрело новостной сайт Capital New York, в котором действовали отдельные отделы, которые охватывали Флориду и Нью-Джерси. Журнал запустил свою онлайн-версию в ноябре 2013. Весной 2015 Politico объявило о намерении ребрендинга каналов региональной информации со своим именем (Politico Florida, Politico New Jersey, Politico New York), что должно было произойти до лета 2015 года.

### Глобальное распространение
В сентябре 2014 Politico создало совместное предприятие с немецким издателем Axel Springer SE, чтобы выпускать собственное европейское издание, основанное в Брюсселе. В декабре 2014 СП объявило о приобретении Международного Института Развития (Development Institute International), ведущего французского контент-провайдера, а также European Voice, европейской политической газеты, которая была перезапущена под брендом Politico. Исполнительным редактором европейского издания стал бывший член редакции Wall Street Journal Мэтью Камински. Politico Europe дебютировала в печати 23 апреля 2015 года. Среди репортеров, которые работают на него, является Райан Хит, Тара Палмери и Мэтью Карнишинг.